# Fort Bouscaren
Le fort Bouscaren (en arabe : برج بوسكارين), parfois orthographié fort Bouscarin et également connu sous le nom de fort Tizegrarine, est une fortification située au Nord-Est de Laghouat. Il a été construit en 1857 par l'armée coloniale française, avec une architecture conçue par l'architecte italien Giacomo Molinari.

## Historique
Le fort a été construit sur le site de "Bordj-El Gharbi", où il y avait déjà une fortification et un observatoire avant que la ville de Laghouat ne soit prise par l'armée française en 1852. La même année, le général du Barail, soutenu par le maréchal Randon, gouverneur général de l'Algérie occupée, a décidé de remplacer les tours défensives effondrées par deux nouvelles forteresses : le fort Morand en 1856 et le fort Bouscaren en 1857.
Le général Henri Pierre Bouscaren avait participé au débarquement de Sidi Fredj le 5 juillet 1830, ainsi qu'à la prise de Laghouat où il fut tué par la résistance locale. Le fort est construit en 1857 à l'aide de la pierre calcaire locale, de gypse et de chaux.
Le fort se compose de quatre ailes de deux étages, entourées d'une cour qui s'ouvre du côté ouest, à l'endroit du réservoir d'eau. L'aile principale forme la façade orientale du bâtiment, réalisée à travers un couloir voûté et revêtu, composé de deux étages et surmonté de tours de guet sous forme d'échauguettes.
Le côté ouest est surmonté par une enceinte qui s'ouvre à travers des meurtrières et des trous de guet pour l'observation et la surveillance. Dans la partie sud du fort se trouve le caveau du général Bouscaren, mort durant la bataille de la prise de la ville.
Ce fort a abrité le casernement militaire de l'armée coloniale française, avant de servir comme hôpital militaire. À l'indépendance de l'Algérie, l'Armée Nationale Populaire algérienne a hérité de ce bâtiment qui a servi de siège à la Direction Nationale de la Construction (DNC). 
Ce bâtiment est affecté au Ministère de la Culture depuis 1994 pour abriter ses structures. Depuis le 30 septembre 2010, il sert de siège à l'Office national du Parc culturel de l'Atlas saharien (ONPCAS).

## Galerie

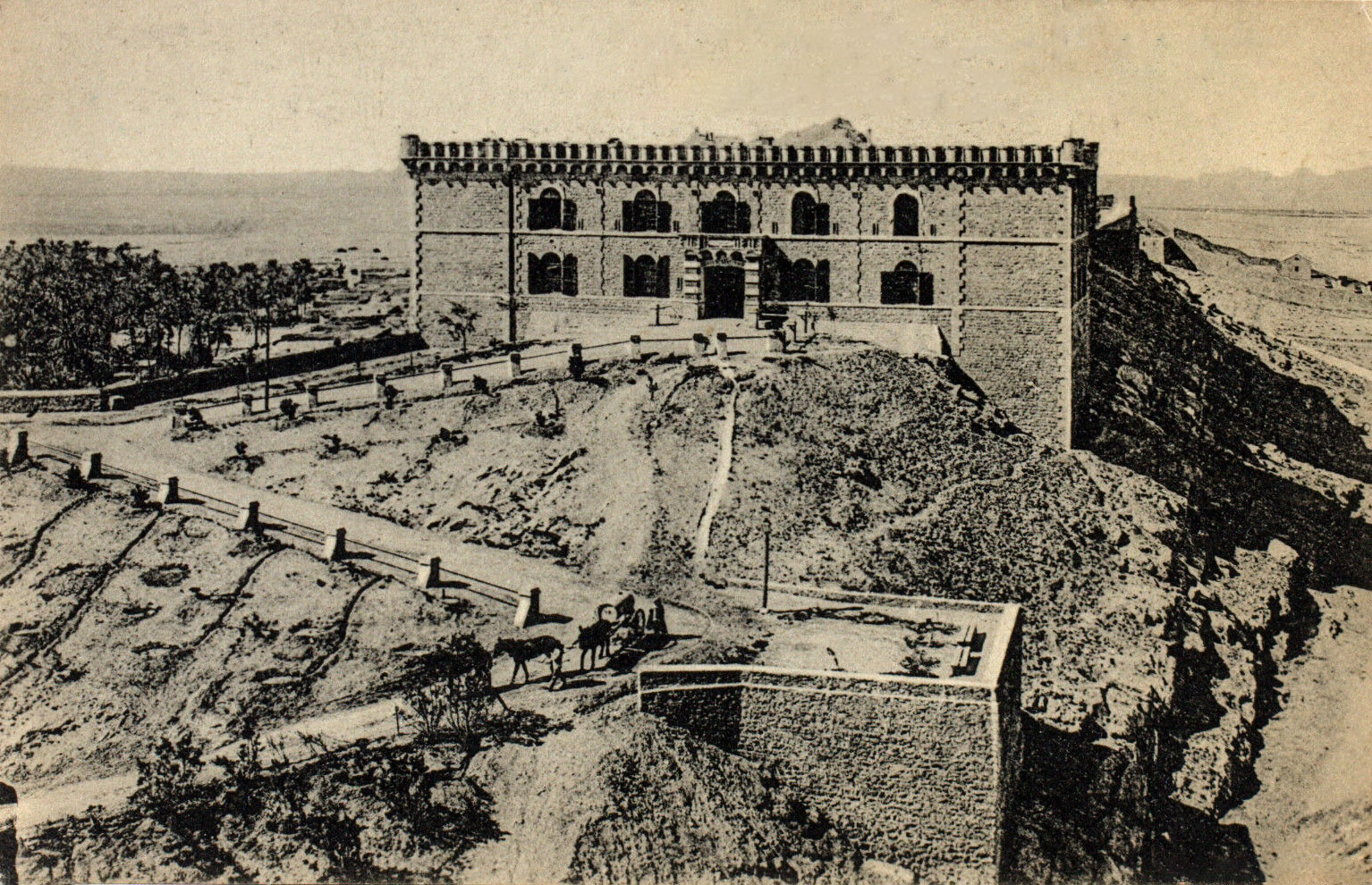
Fort de Bouscaren en 1900.
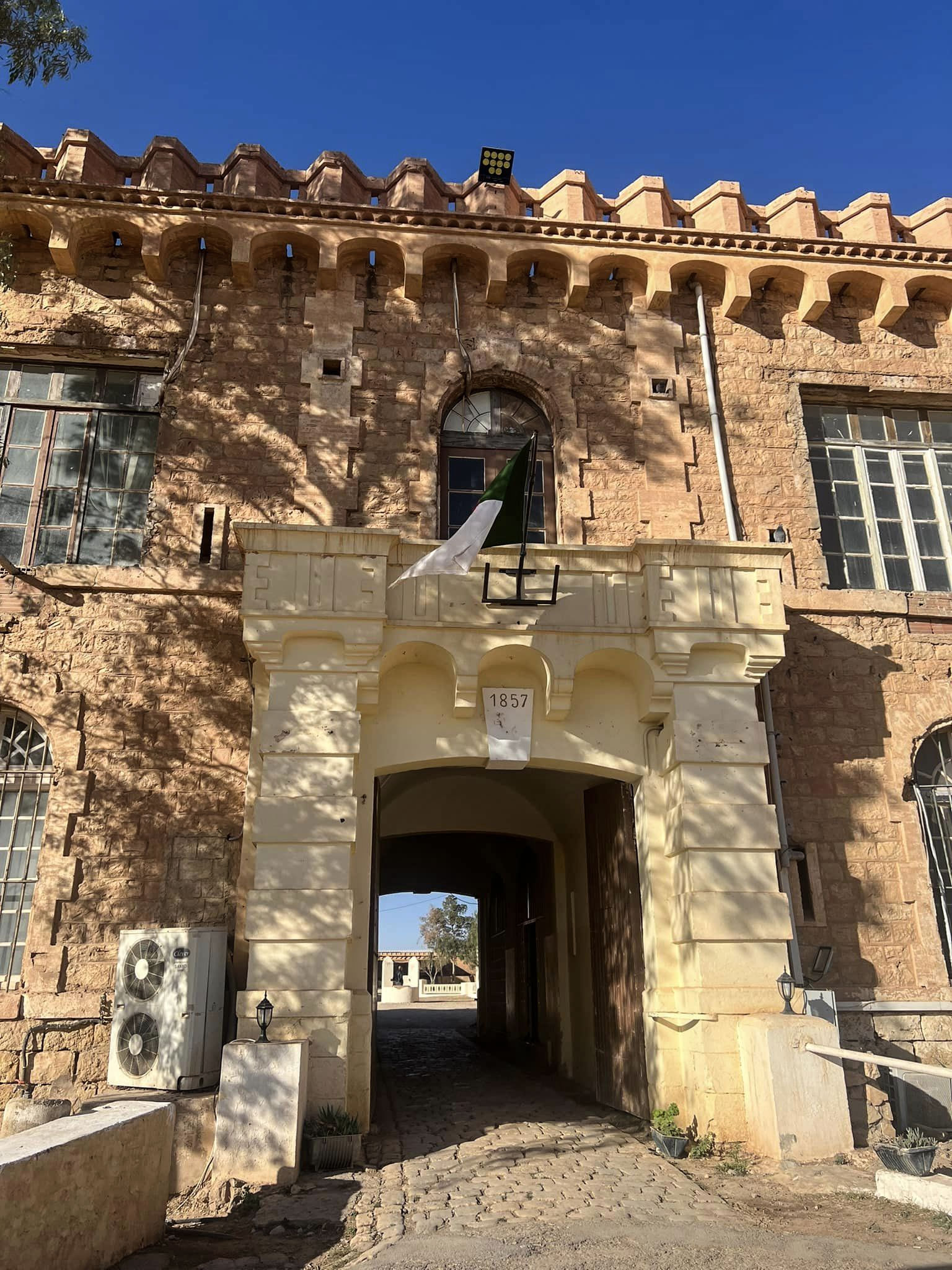
L'entrée du fort.
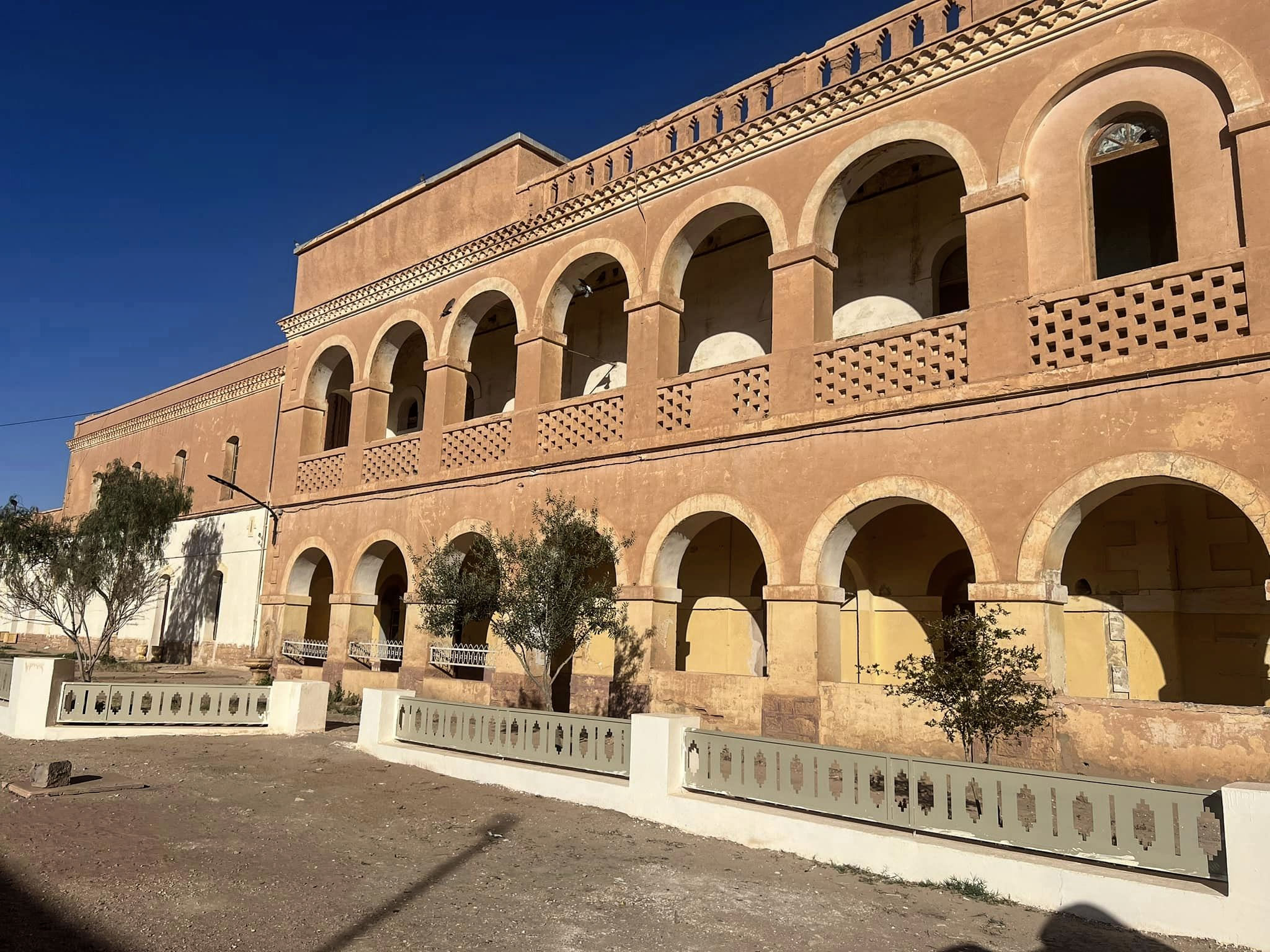
Bâtiments.
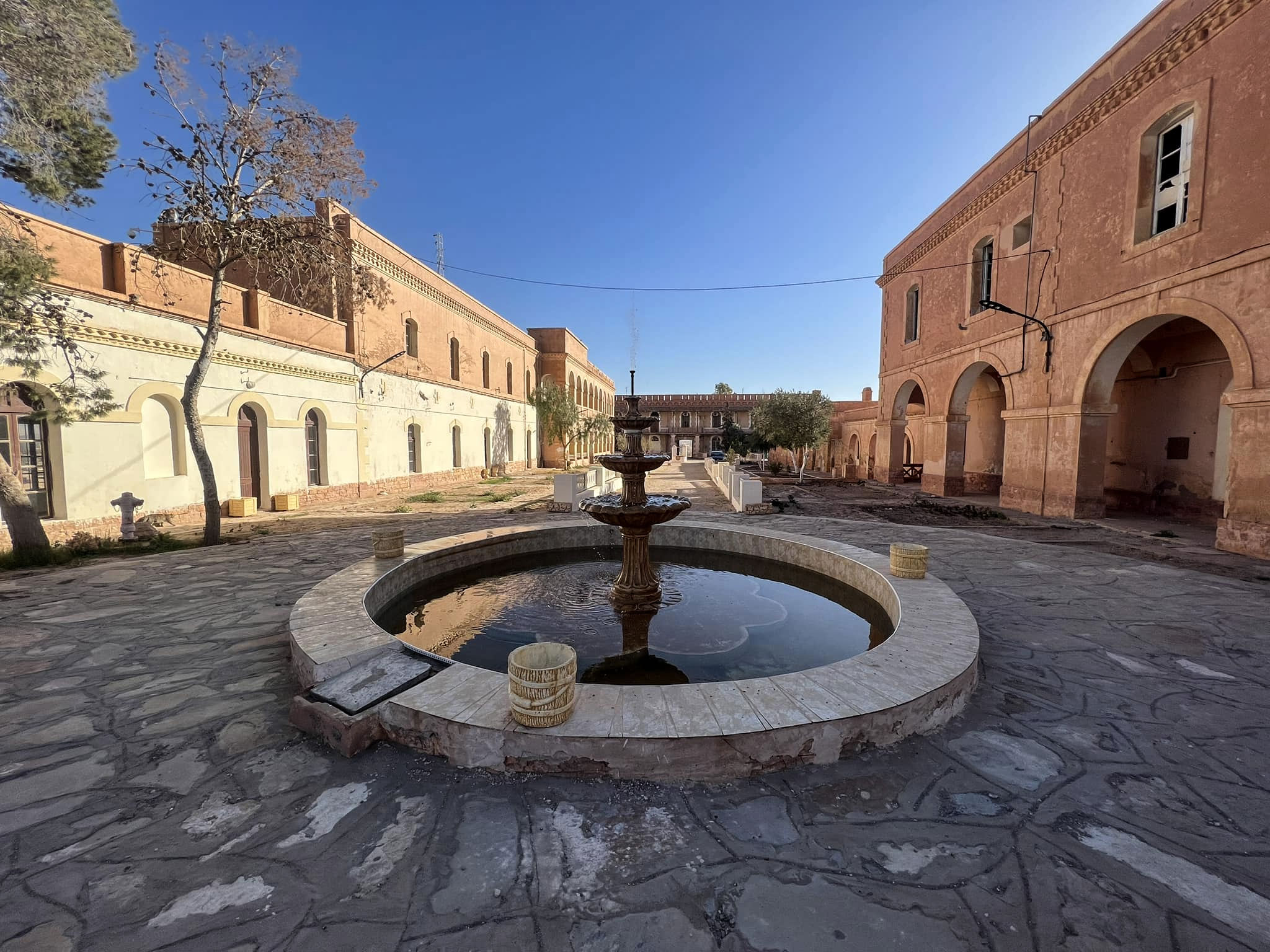
La fontaine à l'intérieur du fort.